# Hoodie Allen
Сти́вен Ада́м Ма́рковиц (англ. Steven Adam Markowitz, более известный под своим сценическим псевдонимом Худи Аллен; род. 19 августа 1988, Нью-Йорк, США) — американский рэпер, певец и автор песен.
После окончания Пенсильванского университета он начал работать в Google, прежде чем уйти, чтобы полностью посвятить себя музыкальной карьере. В 2012 году он выпустил свой первый официальный EP под названием All American, который дебютировал под номером 10 в Billboard 200. В октябре 2014 года Худи официально выпустил свой дебютный студийный альбом People Keep Talking, который имел успех: за первую неделю было продано более 30 000 копий, а дебютная позиция заняла 8-е место в Billboard 200. Худи продолжил свой успех в январе 2016 года и выпустил свой второй студийный альбом "Happy Camper".

## Биография
Стивен Марковиц родился в городке Плейнвью на Лонг-Айленде и вырос в еврейской семье в Плейнвью вместе со своим братом Дэниелом. Он начал писать тексты еще в детстве и исполнял рэп для своих друзей на домашних вечеринках. Марковиц сначала посещал Лонг-Айлендскую школу для одаренных в Южном Хантингтоне, а затем учился в средней школе Plainview — Old Bethpage John F. Kennedy.
Во время учебы в Пенсильванском университете он вступил в братство Alpha Epsilon Pi. Он также играл в качестве защитника спринтерской футбольной команды Пенна. После получения диплома в области маркетинга и финансов в 2010 году он работал в Google в качестве специалиста по AdWords в их программе стандартизированного обучения реселлеров AdWords (START). Он уходил в 7:00 утра, чтобы доехать на автобусе до Googleplex в Маунтин-Вью, работал целый день в Google, возвращался домой в 18:00, писал песни, отвечал на электронные письма фанатов и планировал концерты до 14:00 или 3:00. :00 утра. Размышляя об этом, Аллен сказал: «Я двигался так быстро, и даже когда я работал в Google, происходило так много всего, что я чувствовал, что работаю на двух работах полный рабочий день». Его мечтой и страстью была музыка, поэтому, когда у него появилась возможность давать живые выступления, он решил покинуть Google.

## Карьера

### 2009–12: Начало иLeap Year
Худи Аллен изначально был дуэтом Стива Марковица и Оби Сити (Сэмюэл Оби, друг детства) по вокалу и продюсированию соответственно. Это имя появилось потому, что прозвище Стивена в детстве было «Толстовка», и он хотел, чтобы имя «запомнилось людям и было бы немного забавным и отражало то, кто я есть», поэтому игра прославленного режиссера Вуди Аллена была поселился. Первыми двумя релизами Стива и Оби были EP Bagels & Beats и микстейп Making Waves. Это принесло Худи номинацию на премию MTVU за лучшую музыку в кампусе в 2009 . Сингл "UPENN Girls" также привлек к себе внимание. Однако в 2010 году Obey City по неизвестным причинам прекратил выпуск Hoodie, и Стив продолжил заниматься музыкой с RJ Ferguson (он же RJF), назвав себя Hoodie Allen. В июне 2010 года он выпустил «You Are Not a Robot», в который вошли семплы «I Am Not a Robot» группы Marina and the Diamonds и который занял первое место на Hype Machine, агрегаторе, который собирает самые популярные записи о музыке в мире. Мир. Увидев ответ, он провел лето за работой и к сентябрю закончил свой микстейп Pep Rally. Альбом был в основном спродюсирован RJF, и в него вошли сэмплы песен из Death Cab for Cutie, Flight Maintenance, Marina and the Diamonds, Ellie Goulding и Two Door Cinema Club. Он выбрал название «Pep Rally», потому что, по его словам, оно «отражало энергию записи» и что-то «новое и захватывающее». Он сам профинансировал видео на главный сингл «You Are Not A Robot», благодаря которому микстейп скачали более 200 000 раз.
В июле 2011 года Худи выпустил свой третий микстейп Leap Year. За первую неделю после выпуска он достиг 250 000 прослушиваний на SoundCloud. В поддержку альбома Худи возглавил тур по 15 городам Северной Америки, включая остановки в Сан-Франциско, Нью-Йорке и Монреале, с разогревающей группой Fortune Family, открывающейся на нескольких площадках. Ранее он гастролировал с The Cataracs, Das Racist, Chiddy Bang, Mike Posner и RJD2.

### 2012:All American
4 марта 2012 года Худи объявил через Твиттер, что выпустит свой первый EP под названием <i id="mwcg">All American''. Он выбрал это название, потому что он приписал свое восхождение к американской мечте, потому что он чувствовал, что песни продемонстрировали его лучшую музыку на сегодняшний день, а также из-за ресторана в родном городе с таким же названием. Худи потратил пять месяцев на разработку альбома, создавая треки с нуля со своим продюсером RJF, а не используя сэмплы. Что касается процесса написания, Худи заявил: «Я бы назвал его освобождением... Это было похоже на: «Хорошо, я слышу эту идею в своей голове, я слышу эти оригинальные идеи, и я соединяю их и собираю по кусочкам». 29 марта 2012 года Hoodie выпустила первый сингл All American под названием «No Interruption», а также клип на него. Музыкальное видео на его второй сингл на All American под названием «No Faith In Brooklyn (feat. Джамиль)» был выпущен 9 апреля. All American был выпущен 10 апреля 2012 года и дебютировал как альбом №1 в iTunes и №10 в Billboard 200. В течение апреля и мая Худи совершил тур по США с 22 остановками в поддержку All American с участием рэпера Вакса, Джареда Эвана и других, которые менялись от шоу к шоу. Тур I Work Better In The UK Tour был его первым выступлением за границей. Отличный приключенческий тур, в котором участвовал G-Eazy, начался  сентября 2012 года.

### 2013:Crew CutsиAmericoustic
11 февраля 2013 года XXL представили видеоклип на «Cake Boy», первый сингл с грядущего микстейпа Hoodie. Позже сингл был выпущен на iTunes для покупки. Неделю спустя на YouTube состоялась премьера музыкального клипа «Fame Is For Assholes» (сокращенно FIFA) с участием рэпера Чидди Бэнга. Худи прокомментировал: «Я хотел написать трек, в котором классический ду-воп сочетается с более оптимистичным стилем хип-хопа, который полюбился моим фанатам».
Худи отправился в свой тур Cruisin 'USA с Аэром и Джаредом Эваном, который начался 5 марта 2013 года. G-Eazy вместо Аэра сопровождал Худи на его шоу в Бостоне, Филадельфии и Нью-Йорке. Во время тура Cruisin' USA Tour Худи приказал публике скандировать, что они хотят увидеть его в программе Late Night with Jimmy Fallon. В преддверии бального зала Roseland, Худи запустил хэштег «#GetHoodieAllenOnFallon» в Твиттере, чтобы сплотить своих поклонников. После того, как Фэллон стала мировым трендом, она попросила поговорить с Худи.
Худи исполнил свой новый сингл «Make It Home» на Fuse вместе с Киной Граннис, который вышел 30 апреля. Студийная версия сингла была выпущена на iTunes 15 мая 2013 года, где вошла в десятку лучших хип-хоп/рэп-чартов iTunes. 
30 июля 2013 года Худи выпустил видеоклип на песню «No Interruption (Acoustic)». Его акустический EP Americoustic был выпущен 13 августа 2013 года и занял первое место в чарте альбомов хип-хопа / рэпа iTunes и четвертое место в общем чарте альбомов iTunes. EP была написана, записана и спродюсирована гитаристом группы Our Last Night Мэттом Вентвортом.

### 2014:People Keep Talking
Главный сингл с дебютного студийного альбома Hoodie People Keep Talking был выпущен 7 мая 2014 года под названием «Show Me What You’re Made Of». Премьера состоялась вместе с музыкальным клипом, пародирующим фильм Happy Gilmore, с участием рэпера D-WHY и Томми Ли из Mötley Crüe. Сингл был доступен для покупки на iTunes и дебютировал как песня № 2 в общем зачете. на телевидении в программе Good Day Philadelphia, сыграв акустическую версию "Show Me What You're Made Of" после короткого интервью 15 мая.
Для продвижения альбома Hoodie отправилась в мировое турне под названием People Keeping Talking World Tour, которое включало выступления в США, Европе, Канаде и Австралии с участием артистов Chiddy Bang и MAX. Тур начался 29 октября 2014 года в Royal Oak Music Theater в Ройал-Оук, штат Мичиган, и продлился до июня 2015 года.
После твита басисту Питу Венцу о совместном туре было объявлено, что Худи будет специальным гостем в туре Boys of Zummer Tour с сохедлайнерами Fall Out Boy и Wiz Khalifa.

### 2016–2017:Happy CamperиThe Hype
22 января 2016 года Худи выпустил свой второй студийный альбом Happy Camper. В преддверии его выпуска восьмой трек «Champagne and Pools» (с участием blackbear и KYLE ) и главный сингл альбома «Are U Have Any Fun?» (с участием Меган Тонхес). Главный сингл также сопровождался музыкальным видео, выполненным в стиле видеоигры, похожей на Grand Theft Auto V. Happy Camper также был доступен для загрузки на iTunes, заняв 2-е место в общем чарте альбомов. 
29 сентября 2017 года он выпустил свой третий студийный альбом The Hype.

### 2019:Whatever USA
16 августа 2019 года Худи выпустил свой четвертый студийный альбом Whatever USA.
В преддверии его выпуска девятый трек «Never Going Back» был выпущен 1 марта 2019 года. Затем он выпустил «Come Around», второй сингл с альбома, с Кристианом Френчем 21 июня 2019 года. Третьим треком, выпущенным до выхода альбома, стал «Hell of a Time», выпущенный 2 августа 2019 года.

## Актерская карьера
Худи появился в четырех эпизодах сериала CollegeHumor « <i id="mw8w">Джейк и Амир'' » с 3 марта 2011 года. Он дебютировал в CollegeHumor в качестве учителя рэпа Амира в фильме «Джейк и Амир / Учитель рэпа (с Худи Аллен)» и еще трижды возвращался к этой роли в видео под названием «Джейк и Амир / Учитель рэпа 2 (с Худи Аллен)», « Джейк и Амир / Учитель рэпа 3 (с Худи Аллен)» и «Джейк и Амир / Джейк и Амир, финал, часть 5: прослушивания».

## Приём
В июле 2011 года Худи попала в топ-10 журнала Billboard Uncharted Territory. В течение недели с 5 августа 2011 года он был № 2 в Billboards Uncharted Territory, причем Billboard отметил, что его «растущая популярность неоспорима».
10 апреля 2012 года All American EP Hoodie занял первое место в чартах iTunes через несколько часов после выпуска. All American также дебютировал под номером 10 в Billboard Top Albums и был представлен в своей колонке The Juice, посвященной хип-хопу и R&B.

## Дискография

### Студийные альбомы
| People Keep Talking                                                                         | - Релиз: 14 октября 2014 г. - Лейбл: самовыпущенный - Формат: CD, цифровая загрузка                 | 8   | 2 | 2 | 24 | 65 | 68 |
| Happy Camper                                                                                | - Релиз: 22 января 2016 г. - Лейбл: самовыпущенный - Формат: CD, цифровая загрузка                  | 28  | 2 | 1 | 55 | —  | —  |
| The Hype                                                                                    | - Релиз: 29 сентября 2017 г. - Лейбл: самовыпущенный - Формат: CD, LP, цифровая загрузка            | 166 | — | — | —  | —  | —  |
| Whatever USA                                                                                | - Релиз: 16 августа 2019 г. - Лейбл: самовыпущенный - Формат: цифровая загрузка, потоковая передача | —   | — | — | —  | —  | —  |
| «-» обозначает название, которое не попало в чарты или не было выпущено на этой территории. | |     |   |   |    |    |    |

### Расширенные пьесы
| All American                                                                                | - Релиз: 10 апреля 2012 г. - Лейбл: самовыпущенный - Форматы: цифровая загрузка                                                         | 10 | 3 | 2 | 18 | 64 |
| Americoustic                                                                                | - Релиз: 13 августа 2013 г. - Лейбл: самовыпущенный - Форматы: цифровая загрузка                                                        | 28 | — | 4 | —  | —  |
| All About It EP                                                                             | - Альтернативный европейский релиз People Keep Talking - Релиз: 14 октября 2014 г. - Лейбл: самовыпущенный - Форматы: цифровая загрузка | —  | — | — | —  | —  |
| «-» обозначает название, которое не попало в чарты или не было выпущено на этой территории. | |    |   |   |    |    |

## Синглы

### Как основной исполнитель
- 2010 — «You Are Not A Robot»
- 2012 — «No Interruption», «No Faith In Brooklyn (с участием Джамиля)»
- 2013 — «Cake Boy», «Fame Is For Assholes (с участием Chiddy)», «Make It Home», «o Interruption (акустический)»,
- 2014 — «Show Me What You're Made Of» «Movie», «Dumb for You», «All About It (с участием Эд Ширана)»,
- 2015 — «Let It All Work Out», «The Momen (с участием Трэвиса Гарланда)», «Champagne and Pools (с участием Blackbear and KYLE)»
- 2016 — «Are U Having Any Fun? (с участием Мегана Тонхеса)»
- 2017 — «Sushi», «Know It All»,«Ain't Ready»
- 2019 — «Never going back», «Come Around (с Кристианом Френчем)», «Hell of a Time»